# Shoguna
Shoguna (лат. ) — род жуков из семейства монотомиды (ризофагиды). Индия, Мадагаскар, Япония, Юго-Восточная Азия.

## Описание
Мелкие и среднего размера жуки. Форма тела узкая, вытянутая, цилиндрическая. Основная окраска тела коричневая. Усики десятичлениковые. Надкрылья укороченные у вершины. Ноги короткие, коготки простые. Формула лапок 5-5-5, одинаковая у самок и самцов. Сходен с родом Thione, но у Shoguna пятый вентрит отчётливо длиннее четвёртого и остро суженный кзади (у первого рода они примерно равны). Взрослые особи Shoguna можно найти в галереях короедов. Австралийский колеоптеролог Джон Лоуренс в 1984 году предположил, что жуки трибы Thionini (Arunus, Shoguna, Thione), встречающиеся в галереях короедов, питаются различными видами грибов в туннелях.
- Shoguna chlorotica (Fairmaire, 1886)
- Shoguna feae Grouvelle, 1896
- Shoguna longiceps (Grouvelle, 1896)
- Shoguna rufotestacea Lewis, 1884
- Shoguna sicardi Grouvelle, 1906
- Shoguna striata Arrow, 1900
- Shoguna termitiformis (Fairmaire, 1883)